# Belloy
Belloy is een gemeente in het Franse departement Oise (regio Hauts-de-France) en telt 85 inwoners (2009). De plaats maakt deel uit van het arrondissement Compiègne.

## Geografie
De oppervlakte van Belloy bedraagt 3,0 km², de bevolkingsdichtheid is dus 28,3 inwoners per km².
De onderstaande kaart toont de ligging van Belloy met de belangrijkste infrastructuur en aangrenzende gemeenten.

## Demografie
Onderstaande figuur toont het verloop van het inwonertal (bron: INSEE-tellingen).